# Marian Dziemianko
Marian Dziemianko (ur. 15 grudnia 1930 w Derewnie) – polski ksiądz katolicki, prałat, Honorowy Prezes Fundacji Rodzina, Wieloletni proboszcz parafii WNMP w Sławnie.

## Życiorys
Marian Dziemianko urodził się w Derewnie na Kresach Wschodnich II Rzeczypospolitej. W czasie II wojny światowej mieszkał w ziemiankach. Po 1945 roku znalazł się na Ziemiach Odzyskanych. 23 czerwca 1957 roku otrzymał święcenia kapłańskie z rąk biskupa Teodora Benscha w Gorzowie Wielkopolskim. Po święceniach do 1959 roku był wikariuszem w Łobezie. Służbę duszpasterską spełniał przez następne 8 lat w Świdwinie i w Słupsku. W 1967 roku został proboszczem parafii Matki Boskiej Częstochowskiej w Łupawie. Piastował tę funkcję przez 13 lat. 8 lipca 1980 został proboszczem w parafii Wniebowzięcia Najświętszej Maryi Panny w Sławnie.
Za czasów księdza prałata w latach 80. nastąpiła budowa sal katechetycznych i plebanii oraz remont kościoła. Swoją postawą i intensywną pracą stał się jedną z najbardziej znanych postaci w Sławnie. Działalność ks. prałata została uhonorowana jako pierwszy Złotym Gryfem Sławieńskim (1997), ogólnopolskim tytułem Proboszcz III Tysiąclecia i Odznaką Towarzystwa Przyjaciół Dzieci „Przyjaciel dziecka”. Od 2001 roku jest Honorowym Prezesem Fundacji Rodzina w Sławnie. W 2003 roku po 23 latach zakończył swoją posługę proboszcza w Sławnie i odszedł na emeryturę.
W 2007 r. świętował 50. rocznicę święceń kapłańskich. Na emeryturze sprawuje posługę duszpasterską w kaplicy Ośrodka Wypoczynkowego „Arka” w Jarosławcu.

## Odznaczenia i wyróżnienia
- Złoty Gryf Sławieński (1997)
- Parasol Roku – Nagroda Fundacji Rodzina (1997)
- Odznaka TPD „Przyjaciel dziecka”
- Proboszcz III Tysiąclecia (2001)